# 김홍열 (1966년)
김홍열은 통합진보당의 전 정치인이다. 수원수성고등학교, 한국외국어대학교 무역학과를 졸업하였다.
2013년에 통합진보당 경기도당 위원장에 선출됐다. 이석기 내란 선동 사건에 연루되어 김근래, 이석기와 함께 내란음모를 계획한 혐의로 재판을 받았다. 재판결과 1심에서는 이석기 등과 함께 내란음모 유죄가 인정되어 징역 7년, 자격정지 7년 형을 받았으나 2심에서 이석기와 함께 내란음모 무죄, 내란선동 유죄가 인정되어 징역 5년, 자격 정지 5년형을 선고받고 대법원에서 확정되어 수감하였다가 출소하였다. 앰네스티에서는 양심수로 규정하였다. 출소한 후 현재는 진보당 소속이다.